# Sorbus cordigastensis
Sorbus cordigastensis är en rosväxtart som beskrevs av N.Mey.. Sorbus cordigastensis ingår i släktet oxlar, och familjen rosväxter. Inga underarter finns listade i Catalogue of Life.

## Bildgalleri

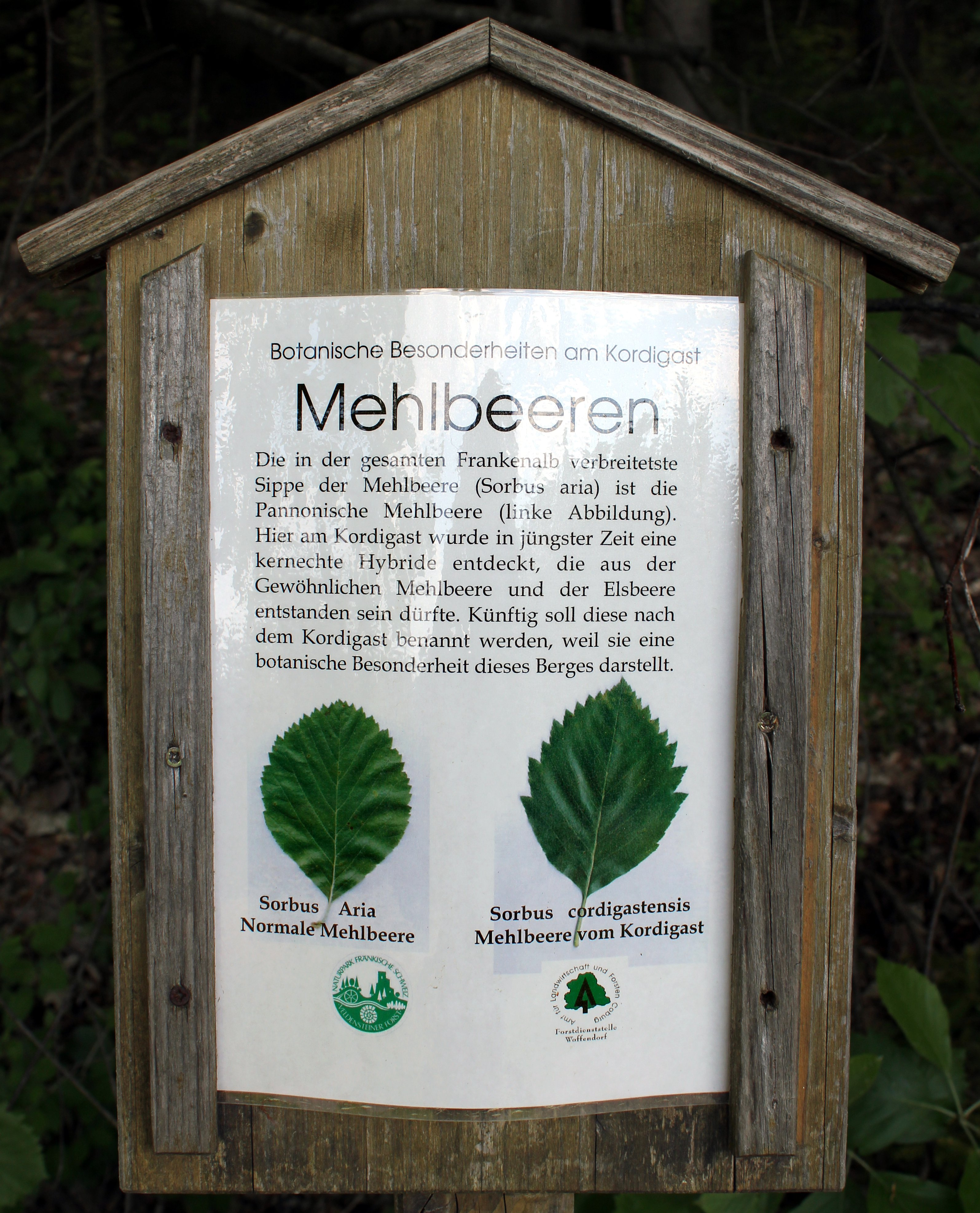